# Азарапет
Азарапет (вірм. Հազարապետ, (hazarapet), «тисяцький», «тисячник»). Давньовірменський та давньоперський титул. Глава придворної спадкової служби, поширений у Великій Вірменії, де азарапетами називалися ті особи в державі, які відали фінансами та податками. У вірменському перекладі Нового завіту азарапет відповідає грецькому «οικονομος». Ця служба була прерогативою родів Гнуні та Аматуні та передавалася у спадщину представникам цих родів. 